# 이싱기로구
이싱기로구(Isingiro)는 우간다 남서부에 위치한 구로, 행정 중심지는 이싱기로이며 면적은 904km2, 인구는 318,913명(2002년 인구 조사 기준)이다.
행정 구역상으로는 서부 주에 속하며 북쪽으로는 키루후라 구, 서쪽으로는 은퉁가모 구, 동쪽으로는 라카이 구, 남쪽으로는 탄자니아 카게라 주와 접한다.

## 같이 보기
- 우간다의 행정 구역